# Rueda (Villel)
Rueda fue una aldea medieval de la que actualmente sobrevive una pardina en el término municipal de Villel (provincia de Teruel). Se despobló entre 1940 y 1950.

## Topomimiae historia
El topónimo Rueda aparece en Rationes decimarum Hispaniae (1279-80):

Villiels Libros Rueda Riodena Bel estar, Templi sunt.